# Championnat du Suriname de football 1992
Navigation
Saison précédente Saison suivante
La saison 1992 du Championnat du Suriname de football est la cinquante-neuvième édition de la Hoofdklasse, le championnat de première division au Suriname. Les dix formations de l'élite sont réunies au sein d'une poule unique où elles s'affrontent deux fois au cours de la saison. À l'issue du championnat, les deux derniers sont relégués et remplacés par les deux meilleures équipes de deuxième division.
C'est le SV Leo Victor qui remporte la compétition cette saison après avoir terminé en tête du classement final, avec trois points d’avance sur le SV Robinhood et quatre sur le Sportvereniging Nationaal Leger. Il s’agit du cinquième titre de champion du Suriname de l'histoire du club.

## Les clubs participants
- SV Remo
- SV Santos - Promu de Eerste Klasse
- Sportvereniging Nationaal Leger
- SV De Rest
- SV Leo Victor
- SV Tuna
- SV Boxel - Promu de Eerste Klasse
- SV Transvaal
- SV Corona Boys
- SV Robinhood

## Compétition
Le barème de points servant à établir le classement se décompose ainsi :
- Victoire : 2 points
- Match nul : 1 point
- Défaite : 0 point

### Classement
| Rang | Équipe                          | Pts | J  | G  | N | P  | Bp | Bc | Diff |
| ---- | ------------------------------- | --- | -- | -- | - | -- | -- | -- | ---- |
| 1    | SV Leo Victor                   | 28  | 18 | 12 | 4 | 2  | 37 | 17 | +20  |
| 2    | SV Robinhood                    | 25  | 18 | 11 | 3 | 4  | 30 | 15 | +15  |
| 3    | Sportvereniging Nationaal Leger | 24  | 18 | 8  | 8 | 2  | 37 | 22 | +15  |
| 4    | SV TransvaalT                   | 22  | 18 | 8  | 6 | 4  | 33 | 21 | +12  |
| 5    | SV Remo                         | 16  | 18 | 4  | 8 | 6  | 19 | 25 | -6   |
| 6    | SV BoxelP                       | 16  | 18 | 5  | 6 | 7  | 18 | 25 | -7   |
| 7    | SV De Rest                      | 14  | 18 | 5  | 4 | 9  | 23 | 41 | -18  |
| 8    | SV Corona Boys                  | 13  | 18 | 4  | 5 | 9  | 24 | 27 | -3   |
| 9    | SV Tuna                         | 13  | 18 | 4  | 5 | 9  | 24 | 32 | -8   |
| 10   | SV SantosP                      | 9   | 18 | 3  | 3 | 12 | 17 | 37 | -20  |

|  | Qualification pour la Coupe des champions de la CONCACAF 1993 |
|  | Relégation en Eerste Klasse                                   |
|  | T : Tenant du titre P : Promu de Eerste Klasse                |

## Bilan de la saison
| Championnat du Suriname de football 1992 |                          |
| Champion                                 | SV Leo Victor (5e titre) |
| Coupes et trophées                       |                          |
| Vainqueur de la Coupe du Suriname 1992   | PVV (Eerste Klasse)      |
| Qualifications continentales             |                          |
| Coupe des champions de la CONCACAF 1993  | SV Leo Victor            |
| Coupe des champions de la CONCACAF 1993  | SV Robinhood             |
| Promotions et relégations                |                          |
| Promus en Hoofdklasse                    | PVV                      |
| Promus en Hoofdklasse                    | SV Remo Nickerie         |
| Relégués en Eerste Klasse                | SV Tuna                  |
| Relégués en Eerste Klasse                | SV Santos                |